# Food Additives and Contaminants Part B – Surveillance
Food Additives and Contaminants Part B – Surveillance, abgekürzt Food Addit. Contam. Part B – Surveill., ist eine wissenschaftliche Fachzeitschrift, die vom Taylor&Francis-Verlag veröffentlicht wird. Derzeit erscheint die Zeitschrift mit vier Ausgaben im Jahr. Es werden Arbeiten veröffentlicht, die sich mit der Überwachung von Zusatzstoffen oder Verunreinigungen in Lebens- und Futtermitteln beschäftigen.
Der Impact Factor lag im Jahr 2019 bei 2,602. Nach der Statistik des ISI Web of Knowledge wurde das Journal 2014 in der Kategorie angewandte Chemie an 50. Stelle von 70 Zeitschriften, in der Kategorie Lebensmittelwissenschaft und -technologie an 80. Stelle von 123 Zeitschriften und in der Kategorie Toxikologie an 79. Stelle von 87 Zeitschriften geführt.